# Pierre Jaquet-Droz
Pour les articles homonymes, voir Droz.
Pierre Jaquet-Droz, né le 28 juillet 1721 à La Chaux-de-Fonds (Neuchâtel) et mort le 28 novembre 1790 à Bienne (Berne),, est un horloger neuchâtelois du XVIIIe siècle, créateur de nombreux automates.

## Biographie
Fils d'Abraham (1686-1767), agriculteur et horloger, et de Marie-Madeleine Droz. Pierre Jaquet-Droz fait ses premières études à l'école élémentaire de sa ville natale. Destiné à la théologie, durant deux années, il étudie les humanités et la philosophie au collège d'Érasme à Bâle dès le 7 juillet 1739.
De retour à La Chaux-de-Fonds, Pierre Jaquet-Droz débute l'apprentissage de l'horlogerie mécanique, entre 1740 et 1747, auprès du pendulier et horloger Josué Robert (1691-1771). En 1750, il épouse Marianne ou Marie Anne Sandoz-Gendre (1731-1755). Trois enfants naissent de leur union : Julie (1751-1806), Henri-Louis (1752-1791) et Charlotte (1755-1755) qui décède quelques mois après sa naissance, juste après sa mère.
En 1758, il effectue un voyage en Espagne pour vendre ses pendules, dont deux sont pourvues d'automates, au roi Ferdinand VI. En 1959, selon la spécialiste du sujet, Éliane Maingot, l'horloge de table ou entremets : la pendule du berger ou du Flûteau que le souverain place dans la Salle des Ambassadeurs, représente l'une des trois pièces majeures réalisées après la pendule du couronnement de Friedrich von Knaus (1724-1789) et celle des chevaliers de Johann Ludwig Knaus (1689-1742), respectivement fils et père. L'œuvre du berger située à Madrid, présente sur son sommet un petit pâtre jouant du chalumeau et autour de lui y compris dans le pendule se déroulent des scènes animées au son d'un jeu d'orgues. En 1759, il développe son entreprise dans la production de pièces haut de gamme à La Chaux-de-Fonds.
Jaquet-Droz trouve le moyen d'adapter aux horloges communes un carillon et des jeux de flûte. Il invente une pendule qui, au moyen de la combinaison de deux métaux inégalement dilatables, fonctionne sans être remontée. Il réalise une pendule astronomique et un automate qui écrit lisiblement et fait tous les mouvements des doigts.
Alors que Paris et Londres représentent les capitales de la mode et du luxe, c'est à Londres qu'est installé un atelier dont le but est de vendre une production mécanique en Chine. La particularité dans la décoration des objets fins produits par les Jaquet-Droz et Jean-Frédéric Leschot (1746-1824) est la technique et la maîtrise de l'émail. Ce savoir-faire les incite à s'installer à Genève où ils ouvrent un atelier et vont passer l'essentiel du reste de leur vie.
Il a conçu et construit des poupées mécaniques ou automates, pour aider sa firme à vendre des montres et des oiseaux mécaniques.

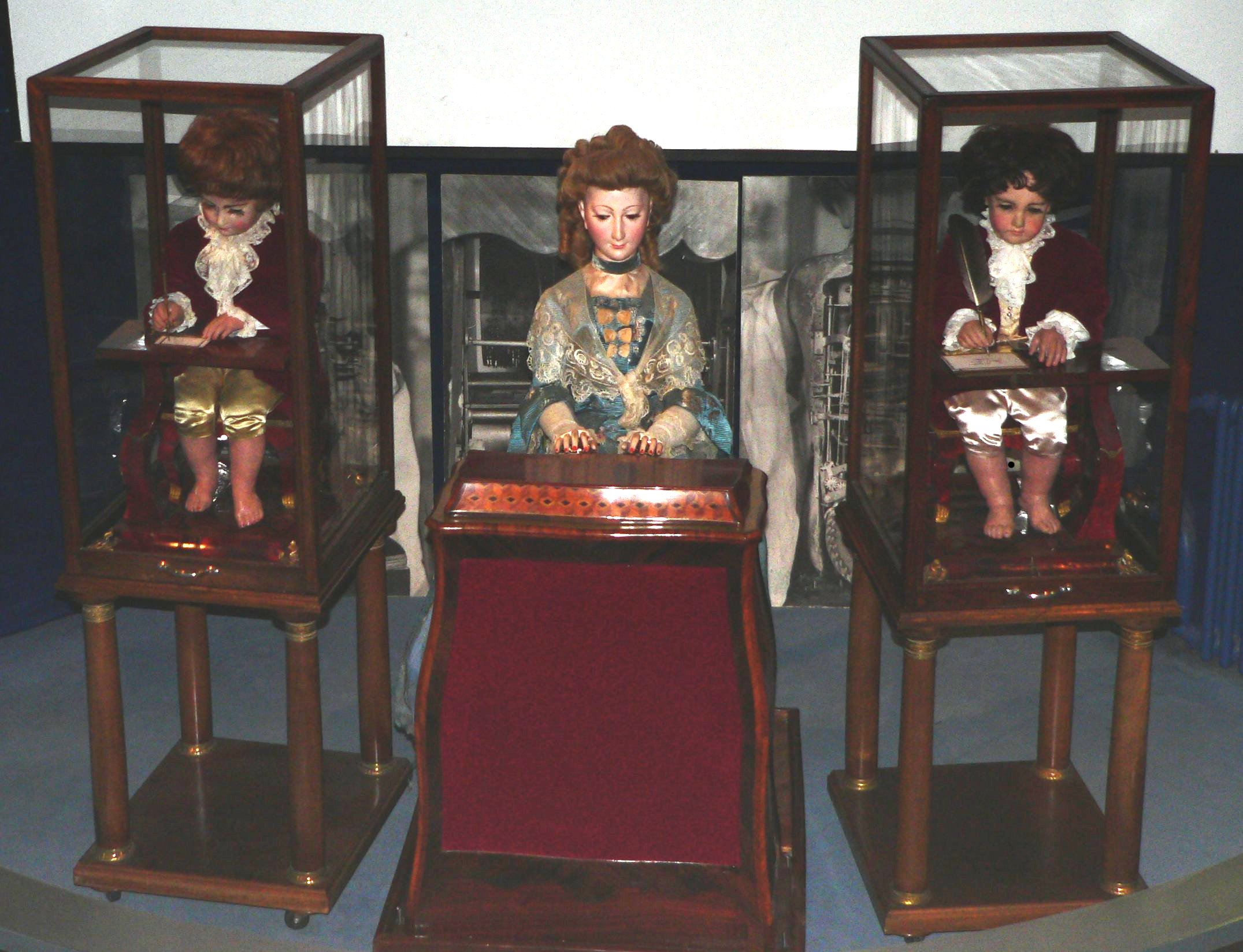
Les automates Jaquet-Droz.

Pendant la période de 1767 à 1774, il supervise la réalisation d'un remarquable ensemble d'automates avec son fils Henri-Louis et Jean-Frédéric Leschot dont l'écrivain (constitué de 6 000 pièces), la musicienne (2 500 pièces) et le dessinateur (2 000 pièces) qui sont exposés dans toute l'Europe et sont présents aujourd'hui au musée d'Art et d'Histoire de Neuchâtel.
Ses mécanismes étonnants ont fasciné les plus grands de ce monde : les rois et les empereurs d'Europe, de Chine, d'Inde et du Japon.
Certains considèrent ces automates comme étant les plus anciens exemples de calculateur (ou ordinateur). L'écrivain a un dispositif d'entrée pour positionner des tabulateurs ce qui forme une mémoire programmable, 40 cames qui représentent le programme en lecture seule, et une plume en sortie. Le travail de Pierre Jaquet-Droz a devancé celui de Charles Babbage de plusieurs décennies.
Par ordinateur, on n'entend pas bien sûr le sens qui lui est donné aujourd'hui. Les automates de Jaquet-Droz contenaient seulement ce qu'on pourrait considérer comme une mémoire en lecture seule et une « imprimante » (avec les doigts), et peut-être même encore un rouleau de cire sur un phonographe (ancêtre du disque), ces systèmes s'apparentaient plus à une boîte à musique ou encore à un métier à tisser. Ils pouvaient uniquement dessiner, écrire ou jouer des musiques. Ils n’avaient pas d'unité de contrôle, pas de mémoire dynamique et ne pouvaient pas prendre de décisions à partir de travaux précédents.
Cependant, Babbage avait planifié une adaptation d'un métier Jacquard pour fournir des instructions à un nouveau type de machine qu'il avait inventé : un calculateur dont l'unité centrale et la mémoire sont séparées. Les cames des automates de Jaquet-Droz ressemblent plus à un enchaînement de cartes perforées dans le calculateur de Babbage ou du métier à tisser de Jacquard.
Les automates de Jaquet-Droz sont aussi considérés comme quelques-uns des meilleurs exemples de résolution de problèmes d'humains mécaniques. Trois exemples particuliers assez complexes, et des poupées fonctionnant toujours sont conservés au Musée d'Art et d'Histoire de Neuchâtel en Suisse et maintenant connus sous le nom d'automates Jaquet-Droz.

### Fonds d'archives
- Les archives de Pierre et Henri-Louis Jaquet-Droz sont conservées aux Archives de la Ville de Neuchâtel[réf. nécessaire].